# Einheit Rigas Fereosa

Flagge der Interbrigaden

Die griechische Einheit Rigas Fereosa war eine militärische Einheit des Dimitrow-Bataillons im Spanischen Bürgerkrieg. Sie wurde nach Rigas Velestinlis benannt, einem Wegbereiter der griechischen Revolution von 1821, die letztlich zur griechischen Unabhängigkeit vom Osmanischen Reich geführt hatte.

## Die ersten griechischen Freiwilligen
Die erste Gruppe von griechischen Freiwilligen kam im Oktober 1936 per Schiff von Frankreich nach Valencia. Nach ihrer Ankunft in Albacete, dem Hauptquartier der Internationalen Brigaden, erfolgte die Formierung einer griechischen Einheit als Teil des Dąbrowski-Bataillons, unter dem Kommando von Panagiotis Ayvadzisa. Eine weitere Gruppe von griechischen Freiwilligen wurde in die Balkaneinheit des Thälmann-Bataillons eingruppiert, während hingegen eine Gruppe von 60 Zyprioten über London anreiste. Diese Gruppe wurde Teil des britischen Saklatvala-Bataillons. Zudem traten in Madrid Griechen dem Commune-de-Paris-Bataillon und dem Edgar-André-Bataillon bei.
Des Weiteren erreichten am 12. Januar 1937 etwa 100 Amerikaner griechischer Herkunft Spanien. Als Teil des Lincoln-Bataillons kämpften die amerikanisch-griechischen Brigadisten ab dem 23. Februar 1937 in der Schlacht am Jarama. Bei dem Versuch, die Anhöhen von Pingarrón, den „Suicide Hill“, einzunehmen, verlor das Lincoln-Bataillon bei einer Mannstärke von 263 über 110 Brigadisten. Unter den getöteten Brigadisten waren fünf Griechen.

## Die Einheit Rigas Fereosa des Dimitrow-Bataillons
Der Grund, warum die griechischen Brigadisten nicht in einer Einheit eingruppiert wurden, war die Schwierigkeit der Formierung von sprachhomogenen Bataillonen. Im Dezember 1936 erfolgte die Formierung des 18. Bataillons, des Dimitrow-Bataillons, in Albacete mit 800 Brigadisten, darunter waren etwa 400 Bulgaren, 160 Griechen und 25 Jugoslawen. Griechische Brigadisten wurden hierauf auch aus anderen Bataillonen dem Dimitrow-Bataillon zugewiesen, wobei die amerikanischen Griechen beim Lincoln-Bataillon und die zypriotischen Griechen beim Saklatvala-Bataillon verblieben.
Der erste Kommandant der griechischen Einheit Rigas Fereosa des Dimitrow-Bataillons wurde Yannis Pantelias, ein Mitglied der Parteiführung der Kommunistischen Partei Griechenlands. Kommissar wurde Kyriakos Stefopulos, alias Dimitris Perros. Zunächst wurde die Einheit nach dem während der Metaxas-Diktatur liquidierten Parteiführer der Kommunistischen Partei Griechenlands, Nikos Zachariadis, benannt. Später erhielt die griechische Einheit den Namen des griechischen Revolutionärs Rigas Velestinlis. Zudem wurde das Dimitrow-Bataillon am 31. Januar 1937 Teil der XV. Internationalen Brigade. Im Februar 1937 erlitten das Dimitrow-Bataillon sowie das Lincoln-Bataillon und das Saklatvala-Bataillon schwere Verluste bei Schlacht am Jarama. Die größten Verluste erlitten aber die griechischen Brigadisten in der Schlacht von Belchite und in der Schlacht von Brunete.

## Trennung des Dimitrow-Bataillons von der XV. Internationalen Brigade
Ende 1937, nach der Schlacht von Brunete, wurde die XV. Internationale Brigade mit dem Lincoln-Washington-Bataillon, dem Mackenzie-Papineau-Bataillon, dem Saklatvala-Bataillon und dem Dimitrow-Bataillon neu gruppiert. Das Lincoln-Washington-Bataillon sowie das Saklatvala-Bataillon, mit ihren griechischen Brigadisten, verblieben bei der XV. Internationalen Brigaden, wobei das Dimitrow-Bataillon der 129. Internationalen Brigade zugewiesen wurde. Somit verblieben bei der XV. Internationalen Brigade 70 griechische Zyprioten beim Saklatvala-Bataillon und 24 amerikanische Brigadisten griechischer Herkunft beim Lincoln-Washington-Bataillon.

### Dimitrow-Bataillon mit der griechischen Einheit Rigas Fereosa
Nach der Trennung des Dimitrow-Bataillons mit seiner griechischen Einheit Rigas Fereosa von der XV. Internationalen Brigade verblieb das Dimitrow-Bataillon als Teil der 129. Internationalen Brigade in Zentralspanien. Die 129. Internationale Brigade griff erst im September 1938, bei den Kämpfen in der Levante ein. Nach der Entscheidung über den Abzug der Internationalen Brigaden wurde die 129. Internationale  Brigade auf dem Seeweg von Valencia nach Katalonien verschifft. Bis zur Demobilisierung der Internationalen Brigade am 5. Oktober 1938 verblieb das Dimitrow-Bataillon mit den griechischen Brigadisten bei der 129. Internationalen Brigade.

### Lincoln-Washington-Bataillon und Saklatvala-Bataillon
In den folgenden Monaten nahmen die Griechen, die in der XV. Internationalen Brigade verblieben, an der Schlacht von Teruel teil. Bei diesen Kämpfen starb der pontosgriechische Brigadist Minas Thomaidis. Im März 1938 erlitten die griechischen Brigadisten des Saklatvala-Bataillons schwere Verluste. Bei diesen Kämpfen wurden 20 griechische Brigadisten getötet. Am 1. April verteidigen die amerikanischen-griechisch Brigadisten des Lincoln-Washington-Bataillons die Höhen nördlich der Stadt Kantesa. Nach zwei Tagen wurde dem Bataillon befohlen, sich zurückzuziehen. Bei diesen Rückzugsgefechten wurden 20 griechische Brigadisten getötet, drei gerieten in Gefangenschaft. Bei den Kämpfen der XV. Internationalen Brigaden bei der Ebroschlacht im Juli 1938 erlitt erneut die griechische Einheit des Saklatvala-Bataillons schwere Verluste. Getötet wurde unter anderem auch der Kommandant, Seemann Nikos Kurkuliotisa.

## Nachklang
Nach der Katalonienoffensive im Februar 1939 flüchteten viele Brigadisten über die Grenze nach Frankreich. Dort wurden sie in schnell improvisierten Internierungslagern entlang der französischen Mittelmeerküste (u. a. in Saint-Cyprien (Pyrénées-Orientales), Internierungslager Camp d’Agde und Internierungslager Argelès-sur-Mer) eingewiesen, wo sie zunächst auf dem blanken Erdboden schlafen mussten. Die französischen Behörden stellten sie vor die Wahl, im Internierungslager zu bleiben oder in ihre Heimatländer zurückzukehren.